# Steblevë
Steblevë là một xã trong quận Librazhd thuộc hạt Elbasan, Albania. Dân số năm 2005 là 1720 người.